# Berat
Berat er en by i det centrale Albanien, med et indbyggertal på ca. 36.496 (2011). Byen er hovedstad i præfekturet af samme navn. Den gamle bydel i Berat er et officielt UNESCO verdensarvområde.